# Алентиске
Алентиске (шп. Alentisque) је општина у покрајини Сорија у аутономној заједници Кастиља и Леон, Шпанија.